# Stenygra contracta
Stenygra contracta är en skalbaggsart som beskrevs av Francis Polkinghorne Pascoe 1862. Stenygra contracta ingår i släktet Stenygra och familjen långhorningar. Inga underarter finns listade i Catalogue of Life.